# 5 MBC 뉴스 충북
《5 MBC 뉴스 충북》은 MBC 충북 TV에서 매주 평일에 방송되었던 충북 지역 저녁 뉴스 프로그램이다.

## 앵커
- 무작위

## 경쟁 프로그램
- KBS 뉴스 7 충북 (KBS 청주 1TV)
- CJB 뉴스 (1730) (CJB TV)